# Rune Herregodts

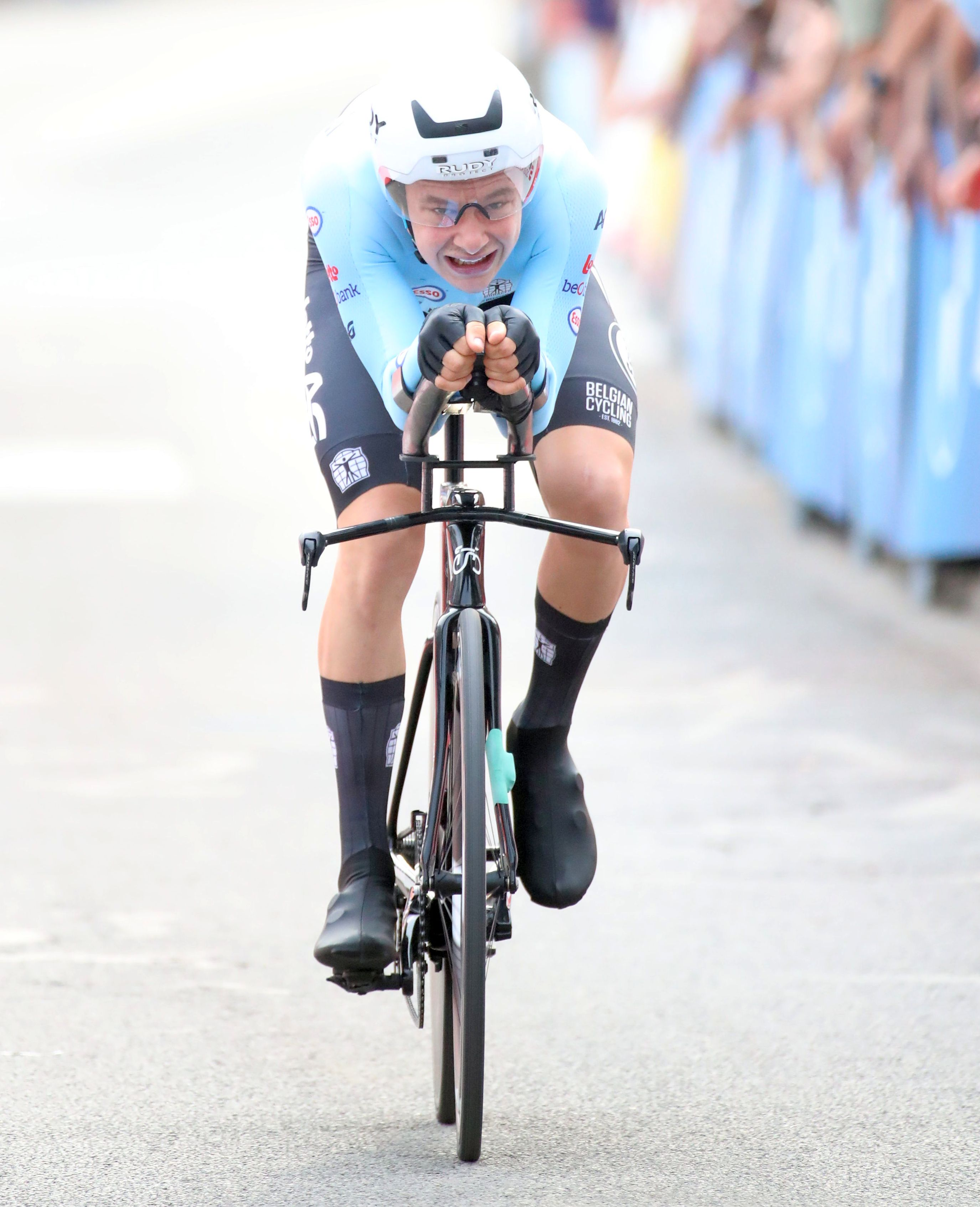
Herregodts im Zeitfahren der Straßen-EM 2022

Rune Herregodts (* 27. Juli 1998 in Aalst) ist ein belgischer Radsportler, der Rennen auf Straße und Bahn bestreitet.

## Sportliche Laufbahn
Rune Herregodts begann seine Laufbahn im Leistungsradsport in der Wielerschool Aalst Rudy Dhaenens. 2016 wurde er belgischer Jugend-Meister im Mannschaftszeitfahren. 2019 wurde er belgischer Meister der Elite in der Einerverfolgung. Bei den UEC-Bahn-Europameisterschaften 2019 in Apeldoorn belegte er in der Einerverfolgung Platz sechs. Dabei fuhr er die drittschnellste Zeit, die bis dahin ein belgischer Fahrer in dieser Disziplin erreicht hatte. 2020 wurde er für die Teilnahme an den Bahnweltmeisterschaften in Berlin nominiert, nachdem er bei zwei Läufen des Bahn-Weltcups 2019/20 in den Verfolgungsdisziplinen gestartet war. 2020 gewann er Paris–Tours U23.
Ab 2018 fuhr Herregodts für das Team Lotto-Soudal U23, 2021 erhielt er einen Vertrag bei Sport Vlaanderen-Baloise. Mit der Ronde van Drenthe erzielte er beim letzten Rennen der Saison in Europa auch seinen ersten Sieg als Profi. Im Frühjahr 2022 entschied er eine Etappe der Vuelta a Andalucia für sich sowie im August eine Etappe der Sazka Tour. Bei der belgischen Meisterschaft im Einzelzeitfahren belegte er hinter Remco Evenepoel, Yves Lampaert und Victor Campenaerts Platz vier.

## Erfolge

### Bahn
2016
- Belgischer Jugend-Meister – Mannschaftszeitfahren (mit Sasha Weemaes, Viktor Verschaeve, Sander De Pestel, Brent Van Moer und Lars Oreel)

2019
- Belgischer Meister – Einerverfolgung

### Straße
2020
- Paris–Tours U23

2021
- Ronde van Drenthe

2022
- eine Etappe Vuelta a Andalucia
- eine Etappe Sazka Tour

## Grand Tour-Platzierungen
| Grand Tour            | 2023 | 2024 |
| --------------------- | ---- | ---- |
| Giro d’ItaliaGiro     | –    | –    |
| Tour de FranceTour    | –    | –    |
| Vuelta a EspañaVuelta | DNF  | –    |